# Geronimo
För den spanske upptäcktsresanden, se Gerónimo de Aguilar. För låten av Aura Dione, se Geronimo (sång).

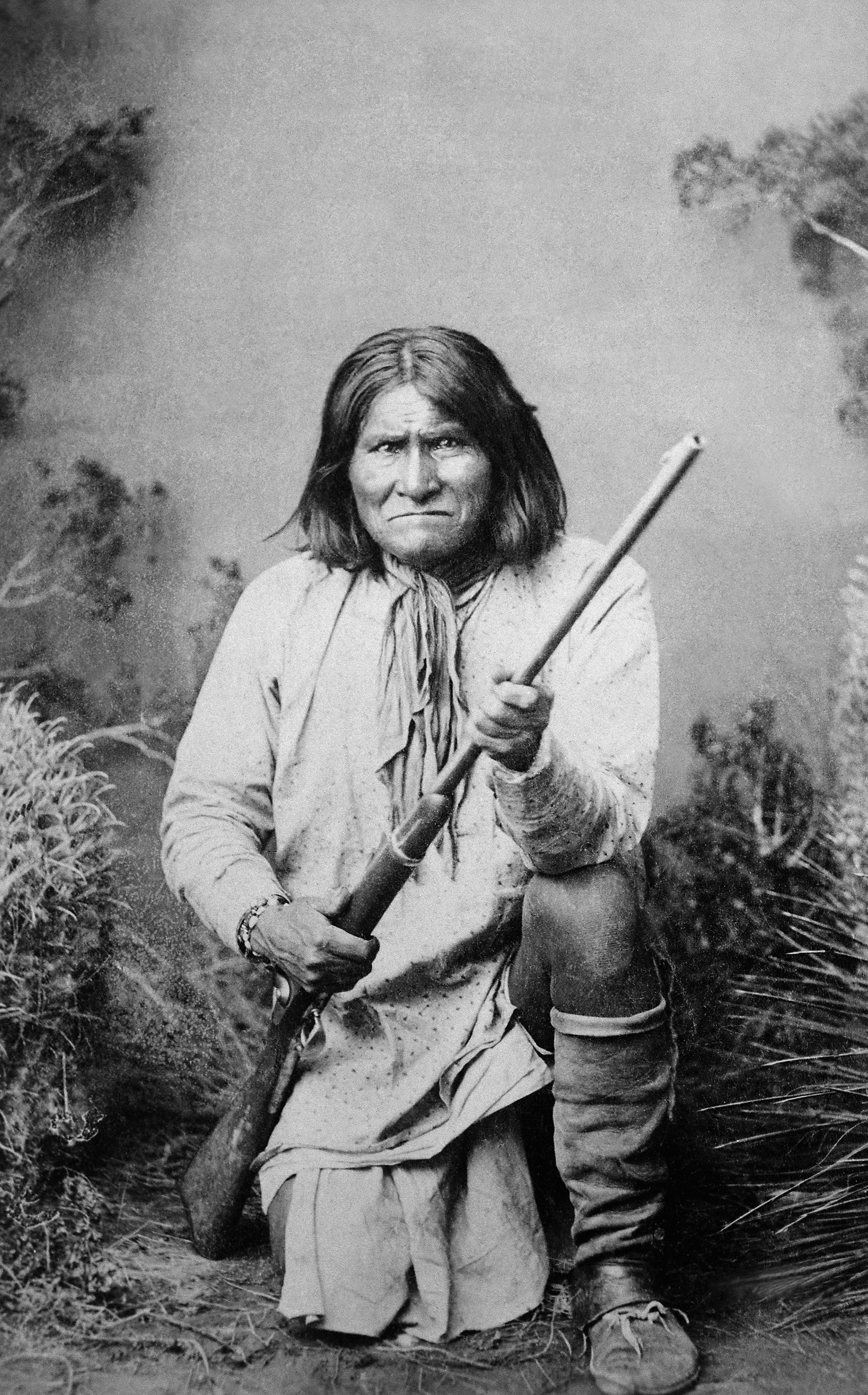
Geronimo 1887.

Geronimo, född 1829, död 17 februari 1909, var en schaman och ledare för en chiricahuaapachisk grupp vid dess strider med de amerikanska och mexikanska arméerna.

## Krig mot USA och Mexiko
Den mexikanska delstaten Chihuahua hade vid mitten av 1850-talet påbörjat fredstrevare med olika apache-stammar genom att en gång i kvartalet bjuda in apacherna till fredssammankomster vid staden Janos. Vid ett sådant tillfälle 1858 anföll mexikanska styrkor från delstaten Sonora, under ledning av översten José Maria Carrasco, apachernas läger och dödade bland andra Geronimos mor, fru och Geronimos tre barn. Geronimo drev sedan igenom en hämndaktion där chienne-, bedonko-, chokone- och nedni-apacherna samlade en styrka om drygt 200 man, vilka sedan slog till mot staden Arispe. Aktionen slutade med att den mexikanska arméenheten, samma enhet som slagit till mot apachernas läger i Janos, besegrades grundligt.
Åren 1875-1885 var han aktiv mot amerikanska och mexikanska trupper och de nybyggare som gjorde intrång på stammens territorium, huvudsakligen i sydöstra Arizona och New Mexico.

## Kapitulation
Geronimo kapitulerade för general Nelson A. Miles i mars 1886 och gick med på att följa med till Florida, där stammens familjer hölls fångna. Dock lyckades Geronimo och hans anhängare att rymma. De tillfångatogs i augusti samma år och fördes två år senare till Alabama. Klimatet visade sig emellertid vara ogynnsamt och de förflyttades återigen, denna gång till Fort Sill i Oklahoma, där Geronimo blev farmare. 1906 dikterade han sina memoarer, Geronimo's Story of His Life.